# بيليانا
بيليانا (/pəˈlænə/; Greek: ἡ Πέλλανα.) كانت مدينة لاكيدايمونيا القديمة، على نهر يوروتاس، وعلى الطريق من أسبرطة إلى أركاديا.وهي أيضا قرية وبلدية سابقة في لاكونيا، بيلوبونيز، اليونان. منذ إصلاح الحكومة المحلية في عام 2011، فهي جزء من بلدية أسبرطة، وهي وحدة بلدية. وحدة البلدية تبلغ مساحتها 153.763 كم2. كان مقر عاصمة البلدية كاستيرو.